# Adrien Trebel
Adrien Trebel, né le 3 mars 1991 à Dreux en France, est un footballeur franco-malgache qui joue au poste de milieu de terrain.

## Biographie

### Carrière de joueur

#### En club

##### FC Nantes
Né à Dreux (Eure-et-Loir), il fait ses premières gammes dans le club du CO Vernouillet jusqu'à ses 10 ans. Avant de rejoindre un des clubs de sa ville, le Dreux Atlas pour 2 saisons. Après une année dans le club phare du département, le FC Chartres, il est repéré par le FC Nantes dont il rejoint le centre de formation à l'âge de 13 ans.
Le 12 février 2011, à 19 ans, il joue son premier match avec l'équipe première lors de la rencontre Vannes OC – FC Nantes (1–0) comptant pour la 23e journée de Ligue 2. Il marque son premier but en professionnel lors du match contre Istres (3–1), le 14 octobre 2011. 
Lors de la saison 2012-2013, année de la montée en Ligue 1 pour Nantes, Trebel est remplaçant derrière des joueurs comme Touré, Deaux ou Veretout. Il débute tout de même 15 matchs de championnat sur les 31 auxquels il participe au total et inscrit 2 buts. 
En fin de contrat en juin 2014, il refuse de prolonger en janvier et se trouve écarté du groupe professionnel pour la fin de la  saison par Michel Der Zakarian.

##### Standard de Liège
Alors qu'il décide de ne pas prolonger son contrat avec la formation nantaise, il s'engage durant le mercato estival, le 21 mai 2014, en faveur du Standard de Liège en Belgique, pour une durée de quatre ans ,. Capitaine de l'équipe, Adrien Trébel remporte la coupe de Belgique en 2016, (2-1) contre le Club de Bruges.

##### RSC Anderlecht
Adrien Trebel s'engage durant le mercato hivernal, le 15 janvier 2017, en faveur du Royal Sporting Club Anderlecht en Belgique. Il dispute son premier match le 22 janvier 2017 lors de la victoire 3-1 contre Saint-Trond. Il ne participe pas au parcours européen anderlechtois mais joue le championnat de Belgique de football où il remporte pour la première fois de sa carrière un titre de champion national. Il devient un titulaire incontournable lors de la saison 2017-2018. Le 22 juillet 2017, il marque lors de la finale de la Supercoupe  de Belgique de football 2017 et permet à son équipe de s'imposer 2-1. Il marque son premier but en championnat pour les mauves le 26 novembre 2017 contre KV Courtrai. RSC Anderlecht remporte le match sur le large score de 4-0. Lors du mercato hivernal 2017-2018, il est cité à l'Olympique de Marseille ou encore à l'OGC Nice mais il choisit finalement de rester chez les mauves. À partir de la saison 2020-2021 et jusqu'à son transfert à l'été 2023, il n'est plus utilisé que périodiquement par les différents entraineurs anderlechtois qui se succèdent. Le 31 janvier 2022, il est d'ailleurs prêté pour 6 mois sans option d'achat au FC Lausanne, en Suisse..

##### Charleroi SC
Le 22 août 2023, Adrien Trebel signe un contrat d'une saison au Sporting de Charleroi, où il retrouve son ancien coach, Felice Mazzu. 
Le 14 février 2024, n'ayant que très peu de temps de jeu, le club décide de rompre le contrat du joueur, en accord avec celui-ci.

#### En sélections nationales
À 32 ans, Adrien Trebel reçoit  pour la première fois de sa carrière une présélection pour l'équipe nationale de Madagascar par l'entraineur par intérim Romuald Rakotondrabe en vue de la prochaine fenêtre internationale d’octobre 2023 après avoir défendu les couleurs de la France douze ans plus tôt chez les jeunes. Il possède la double nationalité via sa maman.

## Palmarès
- Vainqueur de la Coupe de Belgique en 2016 avec le Standard de Liège
- Champion de Belgique en 2017 avec le RSC Anderlecht
- Vainqueur de la Supercoupe de Belgique en 2017 avec le RSC Anderlecht